# Attidops nickersoni
Attidops nickersoni är en spindelart som beskrevs av Edwards 1999. Attidops nickersoni ingår i släktet Attidops och familjen hoppspindlar. Inga underarter finns listade.

## Bildgalleri

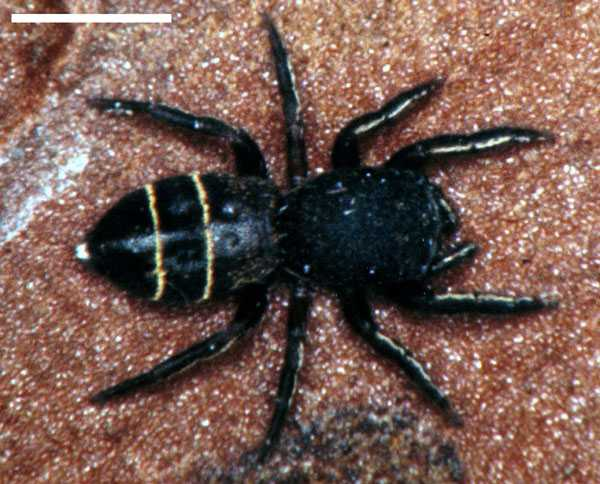